# Юрченко, Александра Алексеевна
Александра Алексеевна Юрченко (1909 год, с. Вознесеновка — дата и место смерти не известны) — звеньевая колхоза «За линию ЦК ВКП(б)» Панфиловского района Фрунзенской области, Киргизская ССР. Герой Социалистического Труда (1948).

## Биография
Родилась в 1909 году в крестьянской семье в селе Вознесеновка (сегодня — Панфиловский район Чуйской области).
С 1926 года трудилась разнорабочей в колхозе «За линию ЦК ВКП(б)» Панфиловского района. С 1942 года возглавляла свекловодческое звено.
В 1947 году звено Александры Юрченко собрало в среднем по 821 центнера сахарной свеклы с каждого гектара на участке площадью два гектара. Указом Президиума Верховного Совета СССР от 26 марта 1948 года удостоена звания Героя Социалистического Труда с вручением ордена Ленина и золотой медали «Серп и Молот».
С 1968 года — персональный пенсионер союзного значения. Проживала в родном селе.